# Batti batti ciabattino/Valderì Valderà/La luna nel rio/La lavanderina del Portogallo
Batti batti ciabattino/Valderì Valderà/La luna nel rio/La lavanderina del Portogallo è un EP del gruppo vocale italiano Poker di Voci, pubblicato dalla Fonit Cetra il 29 maggio 1958.

## Descrizione
In tutti i brani il quartetto vocale è accompagnato dall'orchestra Milleluci, diretta da William Galassini.
La lavanderina del Portogallo è la cover in italiano de La lavandière du Portugal.

## Tracce
LATO A
1. Batti batti ciabattino
2. Valderì Valderà

LATO B
1. La luna nel rio
2. La lavanderina del Portogallo